# Großer Preis von Australien 2018
Der Große Preis von Australien 2018 (offiziell Formula 1 2018 Rolex Australian Grand Prix) fand am 25. März auf dem Albert Park Circuit in Melbourne statt und war das erste Rennen der Formel-1-Weltmeisterschaft 2018.

## Bericht

### Hintergründe
Charles Leclerc (Sauber) und Sergei Sirotkin (Williams) debütierten bei diesem Grand Prix in der Formel-1-Weltmeisterschaft.
Als amtierender Weltmeister ging Lewis Hamilton in die Saison.
Beim Großen Preis von Australien stellte Pirelli den Fahrern die Reifenmischungen P Zero Soft (gelb), P Zero Supersoft (rot), P Zero Ultrasoft (violett) sowie für Nässe Cinturato Intermediates (grün) und Cinturato Full-Wets (blau) zur Verfügung.
Im Vergleich zum Vorjahr gab es mehrere Änderungen an den Curbs der Strecke: Ausgangs von Kurve fünf wurden sie um fünf Meter verlängert, außerdem wurde der Randstein am Ende von Kurve zwölf wegen einer sich dort befindenden Bodenwelle flacher gemacht. Am Ausgang der Ascari und der Stewart wurden die Curbs erneuert.
Erstmals in der Formel-1-Weltmeisterschaft gab es drei DRS-Zonen auf einer Strecke. Die dritte Zone begann 104 Meter nach Kurve zwölf. Der zugehörige Messpunkt befand sich 170 Meter vor Kurve elf. Die beiden anderen Zonen befanden sich an denselben Stellen wie im Vorjahr, die erste Zone begann auf der Start-Ziel-Geraden genau 762 Meter vor der ersten Kurve, der Jones. Nach der Brabham begann die zweite Zone, die 510 Meter lang war. Es gab für diese beiden DRS-Zonen nur einen Messpunkt, wo der Abstand zum Vordermann ermittelt wurde; er lag 13 Meter vor der Stewart. Bei einem erfolgreichen Überholmanöver auf der Start-Ziel-Geraden durfte demzufolge der dann vorausfahrende Fahrer in der zweiten Zone das DRS erneut verwenden.
Romain Grosjean, Nico Hülkenberg, Kevin Magnussen (jeweils sechs), Stoffel Vandoorne (fünf), Carlos Sainz jr. (vier), Kimi Räikkönen, Max Verstappen, Sebastian Vettel (jeweils drei), Marcus Ericsson, Hamilton (jeweils zwei) und Lance Stroll (einer) gingen mit Strafpunkten ins Rennwochenende.
Mit Räikkönen, Hamilton, Vettel (jeweils zweimal) und Fernando Alonso (einmal) traten vier ehemalige Sieger zu diesem Grand Prix an.
Als Rennkommissare für dieses Rennwochenende fungierten Tim Mayer (USA), Vincenzo Spano (VEN), Emanuele Pirro (ITA) und Steve Chopping (AUS).

### Training
Hamilton fuhr im ersten freien Training mit einer Rundenzeit von 1:24,026 Minuten die Bestzeit vor Valtteri Bottas und Verstappen.
Im zweiten freien Training war Hamilton in 1:23,931 Minuten erneut Schnellster vor Verstappen und Bottas. Das Training wurde unterbrochen, weil sich ein Kabel der Zeitmessung auf der Strecke gelöst hatte. Daniel Ricciardo unterschritt dabei die bei roten Flaggen gültige Mindestzeit im dritten Streckensektor und erhielt zwei Strafpunkte sowie eine Rückversetzung im Rennen um drei Startplätze.
Im dritten freien Training fuhr Vettel in 1:26,067 Minuten die schnellste Zeit vor Räikkönen und Ericsson. Das Training begann auf nasser Strecke, die dann zum Ende des Trainings hin abtrocknete.

### Qualifying
Das Qualifying bestand aus drei Teilen mit einer Nettolaufzeit von 45 Minuten. Im ersten Qualifying-Segment (Q1) hatten die Fahrer 18 Minuten Zeit, um sich für das Rennen zu qualifizieren. Alle Fahrer, die im ersten Abschnitt eine Zeit erzielten, die maximal 107 Prozent der schnellsten Rundenzeit betrug, qualifizierten sich für den Grand Prix. Die besten 15 Fahrer erreichten den nächsten Teil. Hamilton war Schnellster. Die Toro Rosso-, die Sauber-Piloten und Sirotkin schieden aus.
Der zweite Abschnitt (Q2) dauerte 15 Minuten. Die schnellsten zehn Piloten qualifizierten sich für den dritten Teil des Qualifyings. Vettel war Schnellster. Ricciardo und Verstappen erzielten ihre Bestzeit auf der Supersoft-Mischung, alle übrigen Piloten auf Ultrasoft. Die Force-India-Piloten, Stroll und die McLaren-Fahrer schieden aus.
Der finale Abschnitt (Q3) ging über eine Zeit von zwölf Minuten, in denen die ersten zehn Startpositionen vergeben wurden. Der Abschnitt musste nach einem Unfall von Bottas unterbrochen werden, der daher keine Zeit setzte. Hamilton fuhr mit einer Rundenzeit von 1:21,164 Minuten die Bestzeit vor Räikkönen und Vettel. Es war die 73. Pole-Position für Hamilton und die schnellste jemals erzielte Rundenzeit auf dieser Strecke. Außerdem errang Hamilton seine siebte Pole-Position beim Großen Preis von Australien und ist damit alleiniger Rekordhalter.
Bei Bottas musste wegen des Unfalls das Getriebe gewechselt werden. Er wurde wegen des vorzeitigen Getriebewechsels in der Startaufstellung um fünf Positionen nach hinten versetzt.

### Rennen
Hamilton blieb beim Start vor Räikkönen und Vettel, dahinter ging Magnussen an Verstappen vorbei.
In der Folge setzten sich die ersten drei Fahrer ab, Magnussen hielt Verstappen dabei auf. Ricciardo überholte in der fünften Runde Hülkenberg und lag somit auf dem siebten Platz. Sirotkin gab unterdessen das Rennen mit Bremsproblemen auf, nachdem sich eine Plastiktüte in seinem Bremsschacht verfangen hatte und die Bremse in der Folge überhitzte. Kurz darauf schied auch Ericsson mit einer defekten Servolenkung aus.
In der zehnten Runde drehte sich Verstappen in der Jones, er fiel daher hinter Grosjean, Ricciardo und Hülkenberg zurück. Bei Gasly gab es starke Rauchentwicklung, er fuhr an die Box und schied aus.
In der 18. Runde fuhr mit Räikkönen der erste Fahrer aus der Spitzengruppe an die Box und wechselte auf Soft. Er verlor nur einen Platz an Vettel und kam vor Magnussen auf die Strecke zurück. Eine Runde später wechselte auch Hamilton auf Soft, er kam vier Sekunden vor Räikkönen auf die Strecke zurück.
Verstappen wechselte in der 21. Runde ebenfalls auf Soft. Kurz darauf verbremste sich Sainz jr. und fuhr durch die Auslaufzone, er fiel daher hinter Alonso zurück. Magnussen fuhr an die Box und wechselte auf Supersoft, er stellte jedoch kurz nach dem Boxenstopp sein Fahrzeug mit einer nicht korrekt befestigten Radmutter hinten links am Streckenrand ab. Zwei Runden später wechselten Grosjean und Hülkenberg die Reifen. Auch Grosjean wurde auf die Strecke zurückgeschickt, obwohl die Radmutter hinten links an seinem Haas nicht richtig befestigt war. Grosjean stellte auf Anweisung seiner Box den Wagen dann nach der Jones am Streckenrand ab.
Um das Fahrzeug bergen zu können, rief die Rennleitung das virtuelle Safety-Car aus, alle Fahrer mussten verlangsamen. Dies nutzten Vettel, Ricciardo, Alonso, Bottas und Vandoorne zu ihrem Boxenstopp. Vettel kam wenige Meter vor Hamilton auf die Strecke zurück und blieb in Führung. Alonso kam unmittelbar vor Verstappen auf die Strecke zurück, der ihn jedoch überholte. Da jedoch Überholverbot herrschte, musste Verstappen die Position an Alonso zurückgeben. Die Rennleitung korrigierte ihre Entscheidung und schickte das Safety-Car zur Bergung des Wagens von Grosjean auf die Strecke. Vettel führte vor Hamilton, Räikkönen, Ricciardo, Alonso, Verstappen, Hülkenberg, Vandoorne, Bottas und Sainz jr.
Am Ende der 31. Runde wurde das Rennen wieder freigegeben. Hülkenberg griff Verstappen an, der den Angriff abwehren konnte. Hamilton setzte Vettel unter Druck, kam jedoch noch nicht in unmittelbare Schlagdistanz. Ricciardo schloss auf Räikkönen auf und griff ihn an, Räikkönen verteidigte sich jedoch. Alonso konnte das Tempo der vier führenden Fahrer nicht mitgehen und fiel zurück. Verstappen, Hülkenberg und Bottas, der Vandoorne überholt hatte, schlossen auf ihn auf.
Hamilton fuhr die bis dahin schnellste Runde des Rennens und verkürzte den Rückstand auf weniger als eine Sekunde. Nach einem Fahrfehler fiel er mehr als zwei Sekunden zurück, verkürzte den Rückstand dann aber schnell wieder auf weniger als eine Sekunde. Vier Runden vor Rennende meldete er nachlassende Haftung seiner Hinterreifen per Funk an die Box und fiel mehrere Sekunden zurück. Ricciardo fuhr die schnellste Runde des Rennens und schloss wieder auf Räikkönen auf, kam jedoch nicht mehr in Schlagdistanz.
Vettel gewann das Rennen vor Hamilton und Räikkönen. Es war der 48. Sieg und die 100. Podestplatzierung für Vettel in der Formel-1-Weltmeisterschaft. Die restlichen Punkteplatzierungen belegten Ricciardo, Alonso, Verstappen, Hülkenberg, Bottas, Vandoorne und Sainz jr.
In der Gesamtwertung war die Reihenfolge identisch mit der des Rennergebnisses, in der Konstrukteurswertung führte Ferrari vor Mercedes und Red Bull Racing.

## Meldeliste
| Team                             | Nr. | Fahrer            | Chassis                       | Motor                         | Reifen |
| -------------------------------- | --- | ----------------- | ----------------------------- | ----------------------------- | ------ |
| Mercedes AMG Petronas Motorsport | 44  | Lewis Hamilton    | Mercedes-AMG F1 W09 EQ Power+ | Mercedes-AMG F1 M09 EQ Power+ | P      |
| Mercedes AMG Petronas Motorsport | 77  | Valtteri Bottas   | Mercedes-AMG F1 W09 EQ Power+ | Mercedes-AMG F1 M09 EQ Power+ | P      |
| Scuderia Ferrari                 | 05  | Sebastian Vettel  | Ferrari SF71H                 | Ferrari 062 EVO               | P      |
| Scuderia Ferrari                 | 07  | Kimi Räikkönen    | Ferrari SF71H                 | Ferrari 062 EVO               | P      |
| Aston Martin Red Bull Racing     | 03  | Daniel Ricciardo  | Red Bull Racing RB14          | TAG Heuer                     | P      |
| Aston Martin Red Bull Racing     | 33  | Max Verstappen    | Red Bull Racing RB14          | TAG Heuer                     | P      |
| Sahara Force India F1 Team       | 11  | Sergio Pérez      | Force India VJM11             | Mercedes-AMG F1 M09 EQ Power+ | P      |
| Sahara Force India F1 Team       | 31  | Esteban Ocon      | Force India VJM11             | Mercedes-AMG F1 M09 EQ Power+ | P      |
| Williams Martini Racing          | 18  | Lance Stroll      | Williams FW41                 | Mercedes-AMG F1 M09 EQ Power+ | P      |
| Williams Martini Racing          | 35  | Sergei Sirotkin   | Williams FW41                 | Mercedes-AMG F1 M09 EQ Power+ | P      |
| Renault Sport F1 Team            | 27  | Nico Hülkenberg   | Renault R.S.18                | Renault R.E.18                | P      |
| Renault Sport F1 Team            | 55  | Carlos Sainz jr.  | Renault R.S.18                | Renault R.E.18                | P      |
| Red Bull Toro Rosso Honda        | 28  | Brendon Hartley   | Scuderia Toro Rosso STR13     | Honda RA618H                  | P      |
| Red Bull Toro Rosso Honda        | 10  | Pierre Gasly      | Scuderia Toro Rosso STR13     | Honda RA618H                  | P      |
| Haas F1 Team                     | 08  | Romain Grosjean   | Haas VF-18                    | Ferrari 062 EVO               | P      |
| Haas F1 Team                     | 20  | Kevin Magnussen   | Haas VF-18                    | Ferrari 062 EVO               | P      |
| McLaren F1 Team                  | 14  | Fernando Alonso   | McLaren MCL33                 | Renault R.E.18                | P      |
| McLaren F1 Team                  | 02  | Stoffel Vandoorne | McLaren MCL33                 | Renault R.E.18                | P      |
| Alfa Romeo Sauber F1 Team        | 09  | Marcus Ericsson   | Sauber C37                    | Ferrari 062 EVO               | P      |
| Alfa Romeo Sauber F1 Team        | 16  | Charles Leclerc   | Sauber C37                    | Ferrari 062 EVO               | P      |

## Klassifikationen

### Qualifying
| Pos.                                                                      | Fahrer            | Konstrukteur              | Q1       | Q2       | Q3         | Start |
| ------------------------------------------------------------------------- | ----------------- | ------------------------- | -------- | -------- | ---------- | ----- |
| 01                                                                        | Lewis Hamilton    | Mercedes                  | 1:22,824 | 1:22,051 | 1:21,164   | 01    |
| 02                                                                        | Kimi Räikkönen    | Ferrari                   | 1:23,096 | 1:22,507 | 1:21,828   | 02    |
| 03                                                                        | Sebastian Vettel  | Ferrari                   | 1:23,348 | 1:21,944 | 1:21,838   | 03    |
| 04                                                                        | Max Verstappen    | Red Bull Racing-TAG Heuer | 1:23,483 | 1:22,416 | 1:21,879   | 04    |
| 05                                                                        | Daniel Ricciardo  | Red Bull Racing-TAG Heuer | 1:23,494 | 1:22,897 | 1:22,152   | 08    |
| 06                                                                        | Kevin Magnussen   | Haas-Ferrari              | 1:23,909 | 1:23,300 | 1:23,187   | 05    |
| 07                                                                        | Romain Grosjean   | Haas-Ferrari              | 1:23,671 | 1:23,468 | 1:23,339   | 06    |
| 08                                                                        | Nico Hülkenberg   | Renault                   | 1:23,782 | 1:23,544 | 1:23,532   | 07    |
| 09                                                                        | Carlos Sainz jr.  | Renault                   | 1:23,529 | 1:23,061 | 1:23,577   | 09    |
| 10                                                                        | Valtteri Bottas   | Mercedes                  | 1:23,686 | 1:22,089 | keine Zeit | 15    |
| 11                                                                        | Fernando Alonso   | McLaren-Renault           | 1:23,597 | 1:23,692 | –          | 10    |
| 12                                                                        | Stoffel Vandoorne | McLaren-Renault           | 1:24,073 | 1:23,853 | –          | 11    |
| 13                                                                        | Sergio Pérez      | Force India-Mercedes      | 1:24,344 | 1:24,005 | –          | 12    |
| 14                                                                        | Lance Stroll      | Williams-Mercedes         | 1:24,464 | 1:24,230 | –          | 13    |
| 15                                                                        | Esteban Ocon      | Force India-Mercedes      | 1:24,503 | 1:24,786 | –          | 14    |
| 16                                                                        | Brendon Hartley   | Scuderia Toro Rosso-Honda | 1:24,532 | –        | –          | 16    |
| 17                                                                        | Marcus Ericsson   | Sauber-Ferrari            | 1:24,556 | –        | –          | 17    |
| 18                                                                        | Charles Leclerc   | Sauber-Ferrari            | 1:24,636 | –        | –          | 18    |
| 19                                                                        | Sergei Sirotkin   | Williams-Mercedes         | 1:24,922 | –        | –          | 19    |
| 20                                                                        | Pierre Gasly      | Scuderia Toro Rosso-Honda | 1:25,295 | –        | –          | 20    |
| 107-Prozent-Zeit: 1:28,622 min (bezogen auf Q1-Bestzeit von 1:22,824 min) |                   |                           |          |          |            |       |

Anmerkungen
1. ↑  Ricciardo wurde wegen zu schnellen Fahrens bei roten Flaggen um drei Positionen nach hinten versetzt.
2. ↑  Bottas wurde wegen eines vorzeitigen Getriebewechsels um fünf Positionen nach hinten versetzt.

### Rennen
| Pos. | Fahrer            | Konstrukteur              | Runden | Stopps | Zeit        | Start | Schnellste Runde |
| ---- | ----------------- | ------------------------- | ------ | ------ | ----------- | ----- | ---------------- |
| 01   | Sebastian Vettel  | Ferrari                   | 58     | 1      | 1:29:33,283 | 03    | 1:26,469 (53.)   |
| 02   | Lewis Hamilton    | Mercedes                  | 58     | 1      | + 5,036     | 01    | 1:26,444 (50.)   |
| 03   | Kimi Räikkönen    | Ferrari                   | 58     | 1      | + 6,309     | 02    | 1:26,373 (57.)   |
| 04   | Daniel Ricciardo  | Red Bull Racing-TAG Heuer | 58     | 1      | + 7,069     | 08    | 1:25,945 (54.)   |
| 05   | Fernando Alonso   | McLaren-Renault           | 58     | 1      | + 27,886    | 10    | 1:26,978 (57.)   |
| 06   | Max Verstappen    | Red Bull Racing-TAG Heuer | 58     | 1      | + 28,945    | 04    | 1:26,880 (54.)   |
| 07   | Nico Hülkenberg   | Renault                   | 58     | 1      | + 32,671    | 07    | 1:27,081 (57.)   |
| 08   | Valtteri Bottas   | Mercedes                  | 58     | 1      | + 34,339    | 15    | 1:27,019 (54.)   |
| 09   | Stoffel Vandoorne | McLaren-Renault           | 58     | 1      | + 34,921    | 11    | 1:26,958 (57.)   |
| 10   | Carlos Sainz jr.  | Renault                   | 58     | 1      | + 45,722    | 09    | 1:27,944 (51.)   |
| 11   | Sergio Pérez      | Force India-Mercedes      | 58     | 1      | + 46,817    | 12    | 1:27,633 (51.)   |
| 12   | Esteban Ocon      | Force India-Mercedes      | 58     | 1      | + 1:00,278  | 14    | 1:27,600 (57.)   |
| 13   | Charles Leclerc   | Sauber-Ferrari            | 58     | 2      | + 1:15,759  | 18    | 1:28,759 (56.)   |
| 14   | Lance Stroll      | Williams-Mercedes         | 58     | 2      | + 1:18,288  | 13    | 1:28,511 (55.)   |
| 15   | Brendon Hartley   | Scuderia Toro Rosso-Honda | 57     | 2      | + 1 Runde   | 16    | 1:28,176 (57.)   |
| –    | Romain Grosjean   | Haas-Ferrari              | 24     | 1      | DNF         | 06    | 1:28,805 (23.)   |
| –    | Kevin Magnussen   | Haas-Ferrari              | 22     | 1      | DNF         | 05    | 1:29,534 (21.)   |
| –    | Pierre Gasly      | Scuderia Toro Rosso-Honda | 13     | 0      | DNF         | 20    | 1:30,649 (13.)   |
| –    | Marcus Ericsson   | Sauber-Ferrari            | 5      | 0      | DNF         | 17    | 1:32,210 (04.)   |
| –    | Sergei Sirotkin   | Williams-Mercedes         | 4      | 0      | DNF         | 19    | 1:32,573 (03.)   |

## WM-Stände nach dem Rennen
Die ersten zehn des Rennens bekamen 25, 18, 15, 12, 10, 8, 6, 4, 2 bzw. 1 Punkt(e).

### Fahrerwertung
| Pos. | Fahrer            | Konstrukteur              | Punkte |
| ---- | ----------------- | ------------------------- | ------ |
| 01   | Sebastian Vettel  | Ferrari                   | 25     |
| 02   | Lewis Hamilton    | Mercedes                  | 18     |
| 03   | Kimi Räikkönen    | Ferrari                   | 15     |
| 04   | Daniel Ricciardo  | Red Bull Racing-TAG Heuer | 12     |
| 05   | Fernando Alonso   | McLaren-Renault           | 10     |
| 06   | Max Verstappen    | Red Bull Racing-TAG Heuer | 8      |
| 07   | Nico Hülkenberg   | Renault                   | 6      |
| 08   | Valtteri Bottas   | Mercedes                  | 4      |
| 09   | Stoffel Vandoorne | McLaren-Renault           | 2      |
| 10   | Carlos Sainz jr.  | Renault                   | 1      |

| Pos. | Fahrer          | Konstrukteur              | Punkte |
| ---- | --------------- | ------------------------- | ------ |
| 11   | Sergio Pérez    | Force India-Mercedes      | 0      |
| 12   | Esteban Ocon    | Force India-Mercedes      | 0      |
| 13   | Charles Leclerc | Sauber-Ferrari            | 0      |
| 14   | Lance Stroll    | Williams-Mercedes         | 0      |
| 15   | Brendon Hartley | Scuderia Toro Rosso-Honda | 0      |
| –    | Romain Grosjean | Haas-Ferrari              | 0      |
| –    | Kevin Magnussen | Haas-Ferrari              | 0      |
| –    | Pierre Gasly    | Scuderia Toro Rosso-Honda | 0      |
| –    | Marcus Ericsson | Sauber-Ferrari            | 0      |
| –    | Sergei Sirotkin | Williams-Mercedes         | 0      |

### Konstrukteurswertung
| Pos. | Konstrukteur              | Punkte |
| ---- | ------------------------- | ------ |
| 1    | Ferrari                   | 40     |
| 2    | Mercedes                  | 22     |
| 3    | Red Bull Racing-TAG Heuer | 20     |
| 4    | McLaren-Renault           | 12     |
| 5    | Renault                   | 7      |

| Pos. | Konstrukteur              | Punkte |
| ---- | ------------------------- | ------ |
| 06   | Force India-Mercedes      | 0      |
| 07   | Sauber-Ferrari            | 0      |
| 08   | Williams-Mercedes         | 0      |
| 09   | Scuderia Toro Rosso-Honda | 0      |
| –    | Haas-Ferrari              | 0      |